# Baroukh di Benevento
Baruch de Bénévent (Baroukh di Benevento) était un juif kabbaliste italien qui vivait à Naples pendant la première moitié du XVIe siècle.
C’est lui qui introduisit le cardinal Petrus Egidius et Johann Albrecht Widmanstadt dans l’étude du Zohar et d’autres œuvres cabalistiques, et il donna des conférences sur ces sujets dans la maison de Samuel Abravanel. Dans une note à la fin d'un de ses manuscrits, Widmanstadt écrit : « Eodem tempore (MDXLI.) audivi Baruch Beneventanum optimum cabalistam, qui primus libros Zoharis per Ægidium Viterbiensem Cardinalem in Christianos vulgavit »
Graetz, Perles et d'autres ont compris que cela voulait dire que Baruch avait traduit en latin le Zohar au moins partiellement, mais Steinschneider estime que cela signifie sans plus qu'il a fait connaître le Zohar aux savants chrétiens.